# Шери, Тьяронн
Тьяро́нн Шери́ (нидерл. Tjaronn Chery, МФА: [ˈcaːrɔn ʃeːˈri]; родился 4 июня 1988 года, Энсхеде) — нидерландский и суринамский футболист, полузащитник клуба НЕК. Выступал за сборную Суринама.

## Клубная карьера
Тьяронн Шери начал свою футбольную карьеру в юношеском клубе ЮДИ-Энсхеде, а затем он выступал за юношеский состав команды «Виктория '28». Позже Тьяронни перешёл в футбольную академию Твенте/Хераклес Алмело и с 2007 года выступал уже за молодёжный состав клуба «Твенте». 16 февраля 2008 года Шери отправился на свой первый предсезонный сбор с основным составом «Твенте».

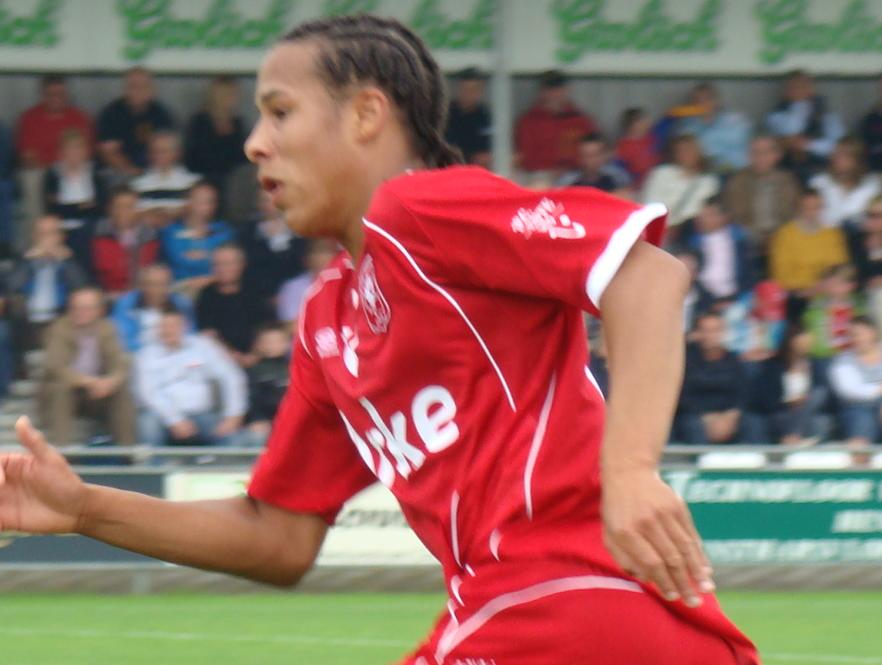
Шери в игре за «Твенте».

В июне 2008 года Тьяронн продлил свой контракт с «Твенте» до 2011 года. 29 октября 2008 года Тьяронн дебютировал за «Твенте» в Высшем дивизионе Нидерландов сезона 2008/09 в матче против «Витесса», Шери вышел на замену вместо Марко Арнаутовича, к этому времени его команда выигрывала со счётом 2:0.
В январе 2009 года Шери на правах аренды перешёл в клуб «Камбюр», который выступал в первом дивизионе. Срок аренды составлял шесть месяцев. Дебют Шери состоялся 16 января 2009 года в гостевом матче против «Харлема», Тьяронн отыграл весь матч, а его команда, благодаря забитому мячу нападающего Сандора ван дер Хейде, победила со счётом 0:1. Всего в чемпионате сезона 2008/09 за «Камбюр» Шери провёл 15 матчей и отдал 4 результативных передач, а также заработал одну жёлтую карточку.
После окончания аренды Шери вернулся в «Твенте» и был переведён в молодёжный состав клуба. 1 июля 2009 года Тьяронн был отдан в аренду на один сезон в «Розендал». За клуб Шери дебютировал 7 августа в гостевом матче против «Эммена», завершившимся победой «Розендала» со счётом 0:4. На протяжении всего сезона Тьяронн был неизменным игроком основного состава. В 30 матчах чемпионата он отметился одним голом. В начале июля 2010 года Шери перешёл в клуб «Эммен». В январе 2017 года футболист перёшел в китайский клуб «Гуйчжоу Чжичэн».
26 мая 2024 года подписал двухлетний контракт с бельгийским клубом «Антверпен».

## Достижения
«Гронинген»
- Обладатель Кубка Нидерландов: 2014/15

«Маккаби»
- Чемпион Израиля (3): 2020/21, 2021/22, 2022/23
- Обладатель Суперкубка Израиля: 2021